# Vaulx-en-Velin
Vaulx-en-Velin è un comune francese di 51 761 abitanti situato nella metropoli di Lione della regione Alvernia-Rodano-Alpi.

## Storia

### Simboli
Nel 1969 il consiglio comunale incaricò il pittore Georges Manillier (1906-1981) di comporre un nuovo stemma che costituisse un ponte tra la storia passata e presente della città. Ad una tenaglia, simbolo della moderna attività industriale, si affianca quindi il leone della famiglia Montuel, proprietaria di varie terre durante il Medioevo. Al centro della pinza, su fondo nero, un ramo di foglie rappresenta il lavoro agricolo e l'orticultura.

## Società

### Evoluzione demografica
Abitanti censiti

## Valdo di Lione
- Si è spesso fatto riferimento a Vaulx-en-Velin come il luogo di nascita di Valdo di Lione.

Oggi, esiste una via a Lione che porta il suo nome, nel 5ème arrondissement (rue Pierre-Valdo).

## Amministrazione

### Gemellaggi
- Montedoro
- Böhlen
- Artik
- Orcha

## Sport
- FC Vaulx-en-Venlin, locale squadra che gioca nel campionato dilettantistico di calcio maschile francese.